# Gianni Vignaduzzi
Gianni Vignaduzzi (nascido em 27 de agosto de 1966) é um ex-ciclista canadense. Ele representou o Canadá nos Jogos Olímpicos de Verão de 1988 e de 1992.